# Jurij Mierkułow
Jurij Aleksandrowicz Mierkułow (ros. Юрий Александрович Меркулов; ur. 28 kwietnia 1901, zm. 13 lutego 1979) – radziecki animator, reżyser filmów animowanych. Był jednym z pionierów animacji graficznej.

## Życiorys
Początkowo pracował nad filmem kukiełkowym razem z Aleksandrem Ptuszko, następnie przeszedł do pracy nad filmem rysunkowym. W 1923 roku ukończył Wchutiemas. Uczestniczył w organizacji eksperymentalnych warsztatów animacji przy GTK (1924). W animacji rysunkowej współpracował z Nikołajem Chodatajewem i Zienionem Komissarienko. Razem zrealizowali m.in. krótkometrażowe animacje propagandowe Rewolucja międzyplanetarna (1924) i Chiny w ogniu (1925). Pracował w fabrykach „Mieżrabpom-Rus”, „Goswojenkino”, „Kulturfilm”, „Wostokkino”, „Mostiechfilm”, „Ukrainfilm”, „Centrnauczfilm”, odeskich, bakijskich i tadżyckich studiach filmowych, a także w „Sojuzmultfilmie”. Uczestnik II wojny światowej. Po wojnie brał udział w tworzeniu filmów fabularnych i dokumentalnych.

## Filmografia

### Reżyser
- 1924: Rewolucja międzyplanetarna
- 1925: Chiny w ogniu

### Animator
- 1925: Chiny w ogniu